# Mahzarin Banaji
Mahzarin Rustum Banaji nació y creció en la India, en la ciudad de Secunderabad, donde fue a la escuela superior Ann. Sus estudios de grado los realizó en el Nizam College y el máster en psicología lo obtuvo por la Universidad de Osmania en Hyderabad. Recibió su doctorado por la Universidad Estatal de Ohio en 1986 bajo la tutela de Anthony Greenwald y su trabajo postdoctoral lo llevó a cabo en la Universidad de Washington. Enseñó en la Universidad de Yale desde 1986 hasta el 2001 donde fue Reuben Post Halleck Professor of Psychology. En 2002 se fue a la Universidad de Harvard como Richard Clarke Cabot Professor of Social Ethics en el Departamento de psicología y Carol K. Pforzheimer Professor en el Radcliffe Institute for Advanced Study.
Banaji estudia el pensamiento y los sentimientos humanos como extensiones del contexto social. Su enfoque son principalmente los sistemas mentales que operan en modo implícito o inconsciente. En particular, está interesada en la naturaleza inconsciente de valoraciones propias y de otros humanos que reflejan sentimientos y conocimiento (frecuentemente imprevisibles) sobre los miembros de su grupo social (p.ej., edad, raza/etnia, género, clase). De tal estudio de aptitudes y opiniones de adultos y niños, se pregunta sobre las consecuencias sociales de los pensamientos y sentimientos imprevisibles. Su trabajo depende de las medidas de comportamiento cognitivo/afectivo y de las imágenes neuronales (fMRI) con las que explora las implicaciones de su trabajo para teorías de responsabilidad individual y justicia social.
Lo que ha hecho famosa a Banaji ha sido una serie de estudios sobre la exploración de prejuicios de género y raciales utilizando "Implicit Association Test". Una web de Harvard con algunos de los tests ha sido extremadamente popular. "Más de 3 millones de IATs se han completado en una Web" de acuerdo con Science News. La investigación de Banaji sobre actiudes de género y raciales ha sido cubierta de forma intensiva por medios de comunicación como PBS, NY Times y Washington Post, todos dedicando una atención significativa.
En 2024 fue galardonada con el Premio Fundación BBVA Fronteras del Conocimiento, en la categoría de Ciencias Sociales, por "contribuciones que han revolucionado la Teoría de las Actitudes y sus aplicaciones prácticas influyendo sobre la psicología, la sociología, las ciencias políticas, la educación, la salud, la economía y otras áreas".

## Principales publicaciones
- Cognición social implícita: actitudes, autoestima y estereotipos. 1995 (con A Greenwald) en Psychological Review
- Una teoría unificada de actitudes implícitas, estereotipos, autoestima y autoconcepto. 2002. (con A Greenwald, LA Rudman, SD Farnham etc.) en Psychological Review.